# 朝陽龍科
朝陽龍科（Chaoyangsauridae）是恐龍的一科。牠們是第一群出現的頭飾龍類，出現於晚侏儸紀。牠們有銳利的喙狀嘴，可切斷樹葉以食用。牠們的頭顱後擁有非常小的頭盾。關於朝陽龍科屬於腫頭龍下目、角龍下目、或是另一個完全不同的始祖演化支，仍在爭論中。
朝陽龍科目前有四屬：朝陽龍屬，宣化角龍屬，隱龍屬和花臉角龍屬，牠們比鸚鵡嘴龍科原始。

## 外部連結
- 角龍下目的演化支與各屬 Thescelosaurus!